# دوگلاس رناتو د ژسوس
دوگلاس رناتو دِ ژسوس (به پرتغالی: Douglas Renato de Jesus) دروازه‌بان اهل برزیل است که در شهر ریبرآ پرتو و در تاریخ ۹ مارس ۱۹۸۳ به دنیا آمده‌است.
دوگلاس در تیم‌های فوتبال بوتافوگو سابقهٔ حضور دارد.